# Tatabányai Multifunkcionális Sportcsarnok
Die Tatabányai Multifunkcionális Sportcsarnok (deutsch Tatabánya Multifunktionssporthalle) ist eine Mehrzweckhalle in der ungarischen Stadt Tatabánya, Komitat Komárom-Esztergom, im Nordwesten des Landes. Es ist die Heimspielstätte des Handballvereins Grundfos Tatabánya KC. 

## Geschichte
2017 genehmigte die ungarische Regierung 15,184 Mrd. Forint für die Baukosten. Bis 2019 stiegen die Kosten auf 19,2 Mrd. Forint. Nach einem neuen Beschluss wurde die Investitionssumme auf 24,256 Mrd. Forint angehoben. In einer öffentlichen Ausschreibung wurde ein Konsortium aus den Bauunternehmen Épkar Zrt. und Fejér-B.Á.L. Zrt. mit einem Angebot von 22,9 Mrd. Forint für die Errichtung ausgewählt.
Die Grundsteinlegung der Arena wurde am 29. Januar 2020, nahe dem Sportpark der Stadt mit der Imre-Földi-Sporthalle und dem Gyula-Grosics-Stadion, durchgeführt. Die Tatabányai Multifunkcionális Sportcsarnok bietet rund 6000 Sitzplätze und ist u. a. für Handball, Basketball, Futsal, Volleyball, Tennis oder Judo ausgestattet. Oberhalb der Zuschauerplätze befinden sich die Logen wie Lounge. Die Halle verfügt über ausfahrbare Teleskoptribünen für unterschiedlichste Veranstaltungen. Neben dem Sport können auch u. a. Konzerte, Ausstellungen, Messen, Fachausstellungen, Flohmärkte, große Empfängen oder Bälle ausgerichtet werden. In der Arena ist auch eine Fechthalle mit 20 Bahnen untergebracht. Unter dem Dach hängt ein Videowürfel und an den Hintertorseiten je eine Videowand. Die größte Spannweite des Dreifach-Fachwerkträger des Leichtbaudachs beträgt 64,4 m. Der Entwurf stammt von CÉH Tervező Beruházó és Fejlesztő Zrt.
Am 12. Januar 2022 wurde der Neubau übergeben. Die erste Handballspiel bestritten am 5. Februar 2022 der Grundfos Tatabánya KC und Telekom Veszprém (23:34) in der obersten ungarischen Liga Nemzeti Bajnokság. Am 3. und 4. Februar 2023 wurde die Qualifikation zum Davis Cup 2023 zwischen Ungarn und Frankreich (2:3) in der Halle auf Hartplatz ausgerichtet. Am 2. und 3. Februar 2024 fand die Qualifikation zum Davis Cup 2024 zwischen Ungarn und Deutschland (1:3) in der neuen Halle in Tatabánya (Hartplatz) statt.
Die Tatabányai Multifunkcionális Sportcsarnok steht neben dem MVM Dome (Budapest), der Főnix Aréna (Debrecen) und der Audi Arena (Győr) auf der Liste der möglichen Austragungsorte der Handball-Weltmeisterschaft der Frauen 2027 in Ungarn.